# Ioannis Foufis
Ioannis Foufis (Grecia, 11 de abril de 1972) es un árbitro de baloncesto griego. Activo en la élite de la Greek Basket League (ESAKE) y en competiciones internacionales, integra el grupo arbitral de EuroLeague Basketball (Euroliga/EuroCup). Debutó en los Playoffs de Euroliga en 2024 y arbitró el Juego 2 de la Final de EuroCup 2024–25.

## Trayectoria
Foufis aparece en la máxima categoría griega desde inicios de la década de 2010 y figura en actas de semifinales de la Greek Basket League 2011–12 (por ejemplo, Olympiacos–Panionios en el Pabellón de la Paz y la Amistad).  
En competiciones de Euroleague Basketball está documentado como árbitro de Euroliga desde la temporada 2011–12 (Fenerbahçe Ülker–Caja Laboral, 19/10/2011) y se mantiene en activo en 2024–25.
En 2016–2018 vivió un periodo de exclusión de las competiciones nacionales griegas, que él y el también colegiado Spyros Gontas recurrieron judicialmente. En junio de 2025 el Tribunal de Apelación de Atenas les dio la razón de forma definitiva.

## Euroliga y EuroCup
- Euroliga: presencia documentada desde 2011–12; debut en Playoffs: 2024 (único árbitro griego en la lista de 28).[9][10]
- EuroCup: múltiples temporadas; Final 2024–25 (G2).[11]

Partidos destacados
- Euroliga 2011–12 (RS): Fenerbahçe Ülker – Caja Laboral (19/10/2011).[12]
- Euroliga 2023–24 (RS): Bayern – Crvena Zvezda (01/03/2024).[13]
- EuroCup 2024–25 (Final, G2): Dreamland Gran Canaria – Hapoel Shlomo Tel Aviv (11/04/2025).[14]

## Palmarés y reconocimientos
- Árbitro de Playoffs de Euroliga (2024) – único árbitro griego en la lista de 28 para esa postemporada.[15]
- Árbitro de la Final de EuroCup (2025) – equipo arbitral del Juego 2 en Las Palmas.[16]
- Protagonista “Mic’d Up Refs” (2023) en el episodio de Euroliga (Efes–Partizan).[17]
- Final Four de la Balkan League (BIBL) – designaciones repetidas; prensa griega destacó su tercer final en 2014.[18]